# Coppa Italia IBL 2013
La Coppa Italia di Italian Baseball League 2013 è stata la trentaquattresima edizione del trofeo, la quarta dopo l'introduzione del sistema delle franchigie.
Alla coppa partecipano 8 squadre, con ingresso scaglionato.
Le squadre non qualificate per i playoff di Italian Baseball League partecipano alla prima fase, composta da due gironi all'italiana di sola andata. A causa della rinuncia del Novara, uno dei due gironi è composto da 2 sole squadre anziché 3. Passano le due vincenti di ogni girone.
Nella seconda fase entrano in gioco anche Bologna e Città di Nettuno, semifinaliste eliminate dai playoff Italian Baseball League. Sono previsti due turni a eliminazione diretta al meglio delle 3 partite.
Le stesse Bologna e Nettuno, dopo aver superato il turno, si sono contese l'unico posto per disputare le finali contro Rimini, avente diritto in quanto sconfitta nelle finali scudetto IBL. La serie Rimini-Nettuno si protrae fino alla decisiva gara3, con i romagnoli vincenti all'ultimo inning dopo essere stati ad un solo strike dalla disfatta. Oltre a Rimini, anche l'altra finalista Nettuno potrà avere un posto nell'European Champions Cup 2014, dato che la T&A San Marino campione d'Italia parteciperà alla competizione europea rappresentando la propria nazione di origine.

## Prima fase

### Concentramento 1
| \| Match 1 \| \| \| \| \| 31 agosto 2013 \| \| \| \| Parma-Grosseto \| 12-2 \| |                |      |
| Match 1                                                                        |                |      |
|                                                                                | 31 agosto 2013 |      |
|                                                                                | Parma-Grosseto | 12-2 |

#### Classifica
|    | Classifica concentramento 1 | PG | PV | PP | PCT  | PD  |
| -- | --------------------------- | -- | -- | -- | ---- | --- |
| 1. | Parma Baseball              | 1  | 1  | 0  | 1000 | 0.0 |
| 2. | Enegan Toshiba Grosseto     | 1  | 0  | 1  | .000 | 1.0 |

### Concentramento 2
| Match 1 |                    |      |
|         | 31 agosto 2013     |      |
|         | Godo-Reggio Emilia | 10-0 |

| Match 2 |                                    |      |
|         | 31 agosto 2013                     |      |
|         | Reggio Emilia-Ronchi dei Legionari | 3-13 |

| Match 3 |                           |     |
|         | 31 agosto 2013            |     |
|         | Ronchi dei Legionari-Godo | 7-6 |
|         |                           |     |

#### Classifica
|    | Classifica concentramento 1 | PG | PV | PP | PCT  | PD  |
| -- | --------------------------- | -- | -- | -- | ---- | --- |
| 1. | NBP Ronchi dei Legionari    | 2  | 2  | 0  | 1000 | 0.0 |
| 2. | Godo Knights                | 2  | 1  | 1  | .500 | 1.0 |
| 3. | Palfinger Reggio Emilia     | 2  | 0  | 2  | .000 | 2.0 |

## Seconda fase

### Tabellone
|  | Primo turno              | Primo turno              | Primo turno              | Primo turno | Primo turno |  |  | Secondo turno    | Secondo turno    | Secondo turno | Secondo turno | Secondo turno |  |
|  |                          |                          |                          |             |             |  |  |                  |                  |               |               |               |  |
|  | Città di Nettuno         | Città di Nettuno         | 12                       | 0           | 5           |  |  |                  |                  |               |               |               |  |
|  | Parma Baseball           | Parma Baseball           | 3                        | 2           | 4           |  |  | Unipol Bologna   | Unipol Bologna   | 3             | 5             | 8             |  |
|  | Unipol Bologna           | Unipol Bologna           | Unipol Bologna           | 17          | 12          |  |  | Città di Nettuno | Città di Nettuno | 4             | 0             | 9             |  |
|  | NBP Ronchi dei Legionari | NBP Ronchi dei Legionari | NBP Ronchi dei Legionari | 0           | 2           |  |  |                  |                  |               |               |               |  |

## Finali

### Risultati
| Rimini 27 settembre 2013, ore 21:00 Gara 1 | Rimini Baseball | 10 – 7 (4-3, 0-0, 4-0, 0-0, 0-0, 0-0, 2-4, 0-0, 0-0) referto | Città di Nettuno | Stadio dei Pirati |

| Rimini 28 settembre 2013, ore 16:00 Gara 2 | Città di Nettuno | 7 – 3 (0-3, 0-0, 1-0, 1-0, 0-0, 3-0, 2-0, 0-0, 0-0) referto | Rimini Baseball | Stadio dei Pirati |

| Rimini 28 settembre 2013, ore 20:30 Gara 3 | Rimini Baseball | 5 – 4 (0-0, 0-1, 2-1, 0-0, 0-0, 0-0, 0-0, 0-0, 3-2) referto | Città di Nettuno | Stadio dei Pirati |